# Aa macra
Aa macra је врста из рода орхидеја Aa из породице Orchidaceae. Ендемска врста у Еквадору први пут описана 1921. године.